# Castore Durante

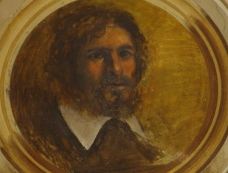
Castore Durante de Gualdo

Castore Durante (* 1529 in Gualdo Tadino; † 1590 in Viterbo) war ein italienischer Arzt und Botaniker sowie Leibarzt von Papst Sixtus V. Sein Herbario nuovo wurde erst von Leonardo Parasole und später von seiner Witwe Isabella illustriert und mit denselben Holzschnitten, aber geändertem Text über 100 Jahre lang neu aufgelegt.

## Ehrentaxon
Charles Plumier benannte ihm zu Ehren die Gattung Castorea der Pflanzenfamilie der Eisenkrautgewächse (Verbenaceae).
Carl von Linné verwarf den Namen und benannte die Gattung Duranta. Philip Miller griff später die Gattungsbezeichnung Castorea wieder auf.

## Schriften (Auswahl)
- De bonitate et vitio alimentorum centuria. 1565. (Digitalisat im Internet Archive.)
- Herbario nuovo. 1585. (Digitalisat im Internet Archive.)
  - Digitalisat der Auflage Sessa, Venedig 1602 der Universitäts- und Landesbibliothek Düsseldorf.
  - Digitalisat der Auflage 1617 im Internet Archive.
  - Digitalisat der Auflage 1636 im Internet Archive.
  - Digitalisat der Auflage 1717 der National- und Universitätsbibliothek Zagreb.
  - Digitalisate der deutschen Übertragung von Peter Uffenbach (Hortulus sanitatis, gedruckt 1609 in Frankfurt).
- Il tesoro della sanità.. 1586. (Digitalisat im Internet Archive.)
  - Digitalisat der Auflage 1679 im Internet Archive.